# Мейергейм, Пауль Вильгельм
Пауль Александр Мейергейм (нем. Paul Wilhelm Meyerheim; 19 июля 1848, Берлин — 9 августа 1900, Шарлоттенбург-Вильмерсдорф) — немецкий художник-пейзажист, мастер городских видов. 

## Биография
Родился в 1848 году в Берлине. Выходец из художественной династии, происходящей из Данцига. Сын Вильгельма Александра Мейергейма. Его двоюродными братьями были живописцы Пауль Фридрих и Франц Эдуард Мейергеймы, а дядей — художник Фридрих Эдуард Мейергейм.
Большую часть жизни провёл в Берлине, где выставлял свои картины (пик его творческой деятельности пришёлся на период с 1868 по 1895 год). Писал преимущественно идеализированные городские пейзажи. В поисках источников вдохновения для картин неоднократно путешествовал по Германии.
В 1891 году женился на богатой вдове Эмме Элизе Кларе Вельцль, урожденной Гроткасс (1847–1918), владелице фабрики по производству парфюмерного и туалетного мыла «Moldenhauer & Co».
Скончался в 1900 году в Шарлоттенбурге — пригороде Берлина.

## Галерея
- Вид Нюрнберга
- Вид Линдау